# Elizabeth Armstrong
Elizabeth Armstrong (Ann Arbor, 31 de gener de 1983) és una jugadora estatunidenca de waterpolo.

## Clubs
- Great Lakes Water Polo

## Títols
Com a jugadora de la selecció nord-americana:
- Medalla d'or en els campionats del món de waterpolo de Roma 2009
- Medalla de plata en els jocs olímpics de Pequín 2008
- Medalla d'or en els Pan American Games, Rio de Janeiro 2007
- Medalla d'or en FINA World League, Mont-real 2007
- Medalla d'or en els campionats del món de waterpolo de Melbourne 2007
- Medalla d'or en FINA World League, Cosenza 2006
- Medalla d'or en els campionats junior Pan American Games, Barquisimeto 2000